# Machimus jacutensis
Machimus jacutensis är en tvåvingeart som beskrevs av Pavel Lehr 1975. Machimus jacutensis ingår i släktet Machimus och familjen rovflugor. Inga underarter finns listade i Catalogue of Life.